# Lac de Bomba
Le lac de Bomba est un lac artificiel créé sur la rivière italienne Sangro par un barrage d'argile placé sur le territoire de la commune de Bomba. Le lac del Sangro est rarement indiqué sur les cartes.

## Description
Le lac est de 7 km de long avec une largeur moyenne de 1,5 km, une profondeur maximale de 57,50 mètres et une capacité maximale de 4 000 000 m3 d'eau. Le barrage produit de l'électricité pour Rome.
Il a été créé en barrant la vallée de la rivière Sangro au moyen d'un barrage en terre (avec des matériaux alluviaux de la rivière) en correspondance avec le mont Tutoglio. Le bassin réservoir tombe entièrement dans les argiles écailleuses: il n'y a que du côté gauche du barrage un massif calcaire où se situaient les ouvrages de drainage. Pour remplacer le tronc de la Ferrovia Sangritana qui longeait le fond de la vallée, un nouveau site a été construit hors du réservoir: cette variante, entre les stations de Bomba et Colledimezzo, a une longueur de 6 874 m. Les principales données géométriques du barrage sont:
- part du plan de couronnement: 259,50 m
- hauteur max sur le plan de fondation: 57,50 m
- longueur de couronnement: 681 m
- largeur à la base: 402,10 m
- quota de retenue maximal: 255,00 m
- hauteur de l'évasement max: 230,00 m
- altitude de l'inondation max: 257,40 m
- volume de remblai: 4 050 000 m3

Le remblai est formé par un noyau central imperméable en matériau alluvial mélangé à de l'argile, par les contre-noyaux et par le corps du barrage, également en matériaux alluviaux. En aval, il y a une zone de matériaux plus grossiers et une falaise au pied du barrage. Le domaine sous le remblai a été réalisé au moyen d'un diaphragme d'injections d'argile et de ciment. Les travaux de déchargement ont été dimensionnés pour disposer d'un débit maximum maximal de l'ordre de 2 000 m3/s. Ils consistent en:
- 2 drains de surface comprenant 2 déversoirs à gobelet à seuil libre d'un diamètre de 25 m, suivis de puits de 6,5 m de diamètre;
- 2 drains profonds formés par des tunnels de 5 et 6 m.

Le bassin créé en amont du barrage fait 863 km2 avec une capacité de 64 millions de m³.
Le barrage achemine l'eau vers la centrale hydroélectrique ACEA de la municipalité d'Altino, où arrivent également les eaux de la rivière Aventino collectées dans le réservoir artificiel de Casoli.
Destination de tourisme d'été et de pêche, sur la rive sud, on profite d'une vue sur la Majella ; toutes les municipalités à proximité du lac offrent des services touristiques tels que camping, restaurants et agrotourismes. Le lac de Bomba est aussi le lieu de la compétition officielle pour l'aviron et en 2009, il y avait les courses dans ce sport lors des Jeux Méditerranéens de Pescara. En septembre 2010, il a accueilli les championnats italiens de canoë et kayak en ligne.

## Histoire
Le barrage a été conçu en 1950 à la demande de l'ACEA, qui nécessitait l'utilisation des eaux de Sangro pour alimenter une centrale électrique. L'année suivante, les municipalités impliquées dans l'inondation du terrain ont formé un consortium de remise en état compte tenu de l'émigration causée par les effets de ces expropriations, dans une zone déjà fortement touchée par la guerre. En 1952, la municipalité de Bomba, pour endiguer l'émigration, planifia avec peu de succès un réseau d'approvisionnement en eau. Les expropriations se sont élevées à plus d'un million et demi de mètres carrés. Il y a eu de nombreux accidents dus à la construction du barrage, dont deux ont été mortels. Le barrage a été commencé en 1956 et terminé en 1962.